# Volta a Llombardia 1970
La Volta a Llombardia 1970 fou la 64a edició de la clàssica ciclista Volta a Llombardia. La cursa es va disputar el diumenge 10 d'octubre de 1970, sobre un recorregut de 266 km. El vencedor final fou l'italià Franco Bitossi (Filotex), que s'imposà davant dels seus compatriotes de l'equip Salvarani Felice Gimondi i Gianni Motta.

## Classificació general
|    | Ciclista            | Equip                 | Temps     |
| -- | ------------------- | --------------------- | --------- |
| 1  | Franco Bitossi      | Filotex               | 6h 57' 22 |
| 2  | Felice Gimondi      | Salvarani             | m.t.      |
| 3  | Gianni Motta        | Salvarani             | + 2'17"   |
| 4  | Eddy Merckx         | Faemino-Faema         | m.t.      |
| 5  | Herman Van Springel | Mann-Grundig          | m.t.      |
| 6  | Ole Ritter          | Germanvox-Wega        | m.t.      |
| 7  | Luis Ocaña          | Bic                   | m.t.      |
| 8  | Enrico Maggioni     | Ferretti              | m.t.      |
| 9  | Michele Dancelli    | Molteni               | + 5'17"   |
| 10 | Billy Bilsland      | Peugeot-Esso-Michelin | + 6'42"   |